# RAF Franchimontois
RAF Franchimontois is een Belgische voetbalclub uit Theux. Het ontstond uit de fusie van RSC Theux en  RCS Juslenvillois. Franchimontois is aangesloten bij de Voetbalbond met stamnummer 14 en heeft groen, blauw en wit als clubkleuren.

## Geschiedenis
In 1998 fusioneerde RSC Theux met RCS Juslenvillois. Het stamnummer 3853 van Juslenvillois werd geschrapt en de nieuwe club ging als RAF Franchimontois door onder het oude stamnummer 14 van Theux. De club was ondertussen zelfs afgezakt naar de laagste provinciale reeksen. In 2002 was Franchimontois gedegradeerd naar vierde provinciale, de laagste reeks. De club speelde er wel meteen kampioen en kon na een seizoen terugkeren naar derde provinciale.

## Resultaten
| Seizoen | Klasse | Klasse | Klasse | Klasse | Klasse | Klasse | Klasse | Klasse | Klasse | Reeks               | Punten | Opmerkingen                                              |
|         | I      | I      | II     | III    | IV     | P.I    | P.II   | P.III  | P.IV   |                     |        |                                                          |
| ------- | ------ | ------ | ------ | ------ | ------ | ------ | ------ | ------ | ------ | ------------------- | ------ | -------------------------------------------------------- |
| 2008/09 |        |        |        |        |        |        | 1      |        |        | Tweede Prov. Luik C | 69     |                                                          |
| 2009/10 |        |        |        |        |        | 14     |        |        |        | Eerste Prov. Luik   | 30     |                                                          |
| 2010/11 |        |        |        |        |        |        | 5      |        |        | Tweede Prov. Luik C | 56     |                                                          |
| 2011/12 |        |        |        |        |        |        | 6      |        |        | Tweede Prov. Luik C | 43     |                                                          |
| 2012/13 |        |        |        |        |        |        | 10     |        |        | Tweede Prov. Luik C | 35     |                                                          |
| 2013/14 |        |        |        |        |        |        | 9      |        |        | Tweede Prov. Luik C | 40     |                                                          |
| 2014/15 |        |        |        |        |        |        | 9      |        |        | Tweede Prov. Luik C | 43     |                                                          |
| 2015/16 |        |        |        |        |        |        | 11     |        |        | Tweede Prov. Luik C | 37     |                                                          |
|         | 1A     | 1B     | 1Am    | 2Am    | 3Am    | P.I    | P.II   | P.III  | P.IV   |                     |        | Vanaf 2016-17 zijn er 3 nationale en 2 regionale niveaus |
| 2016/17 |        |        |        |        |        |        | 5      |        |        | Tweede Prov. Luik C | 51     |                                                          |
| 2017/18 |        |        |        |        |        |        | 11     |        |        | Tweede Prov. Luik C | 30     |                                                          |
| 2018/19 |        |        |        |        |        |        | 5      |        |        | Tweede Prov. Luik C | 49     |                                                          |
| 2019/20 |        |        |        |        |        |        | 3      |        |        | Tweede Prov. Luik C | 41     | Seizoen vroegtijdig stopgezet                            |
| 2020/21 |        |        |        |        |        |        | -      |        |        | Tweede Prov. Luik C | -      | Geen competitie door COVID-19                            |
| 2021/22 |        |        |        |        |        |        | 6      |        |        | Tweede Prov. Luik C | 30     |                                                          |
| 2022/23 |        |        |        |        |        |        | ?      |        |        | Tweede Prov. Luik C | ?      |                                                          |
| 2023/24 |        |        |        |        |        |        | 9      |        |        | Tweede Prov. Luik C | 36     |                                                          |
| 2024/25 |        |        |        |        |        |        | 3      |        |        | Tweede Prov. Luik C | 51     |                                                          |
| 2025/26 |        |        |        |        |        |        |        |        |        | Tweede Prov. Luik C |        |                                                          |